# Papyrus (carattere)
Papyrus è un carattere creato da Chris Costello. È incluso in Microsoft Windows e in Mac OS X Panther.
La sua diffusione, inclusa la presenza nel logo del film Avatar, ha spinto alcuni commentatori a paragonarlo al Comic Sans.
Nel videogioco Undertale è presente un personaggio chiamato Papyrus che usa l'omonimo carattere nei suoi dialoghi.